# Conejo Plateado de Champaña
El conejo Plateado de Champaña es una raza de conejo doméstico reconocida por su pelaje negro y blanco, que le da un aspecto plateado y metálico. Esta tonalidad aparece entre los tres y cuatro meses de edad.
Esta raza antigua debe gran parte de su éxito a su característico color de pelaje, que lo convierte en un conejo codiciado por los curtidores (aquellos que transforman la piel cruda en cuero). Esto propició su expansión alrededor de Troyes a finales del siglo XIX e inicios del siglo XX para abastecer el mercado de la piel.
Este mercado ya no es lucrativo y la raza se ha reasignado para la producción de carne. Antes de estabilizarse, la población de la raza disminuyó considerablemente porque no se adaptó lo suficiente a los métodos de cría intensiva moderna.
Se encuentran aproximadamente 3,000 ejemplares en Francia, pero también tiene presencia en Suiza, Bélgica y Alemania. Aunque la raza sea parte de un programa de conservación, no está en peligro de extinción a corto plazo.

## Origen

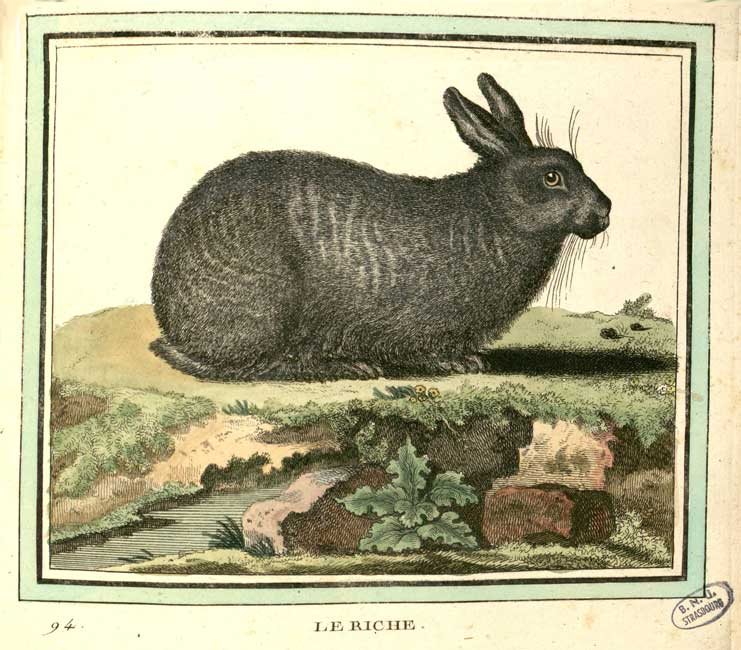
Representación de un conejo rico, raza originaria de todos los conejos plateados

El conejo Plateado de Champaña tiene un origen muy antiguo. Desde el siglo XVII ya se mencionaba la existencia de conejos con pelaje plateado. Este color plateado se asocia a menudo con el conejo rico, una raza muy antigua que parece ser el origen del Plateado de Champaña. De hecho, es probable que la selección de este conejo haya propiciado el desarrollo de esta raza y del conejo Plateado de Champaña. Lo anterior resulta interesante debido a las diferentes tonalidades de pelaje que puede adoptar.
El término en francés del Plateado de Champaña apareció por primera vez en un texto de economía rural en el siglo XVIII. La raza se consolidó significativamente en la segunda mitad del siglo XIX. Su ganadería se desarrolló en la región de Troyes. Las numerosas curtidurías establecidas en esta región permitieron a los criadores cotizar las pieles y la carne. En aquella época, las pieles eran especialmente codiciadas por su color y formaban parte de un mercado muy productivo.

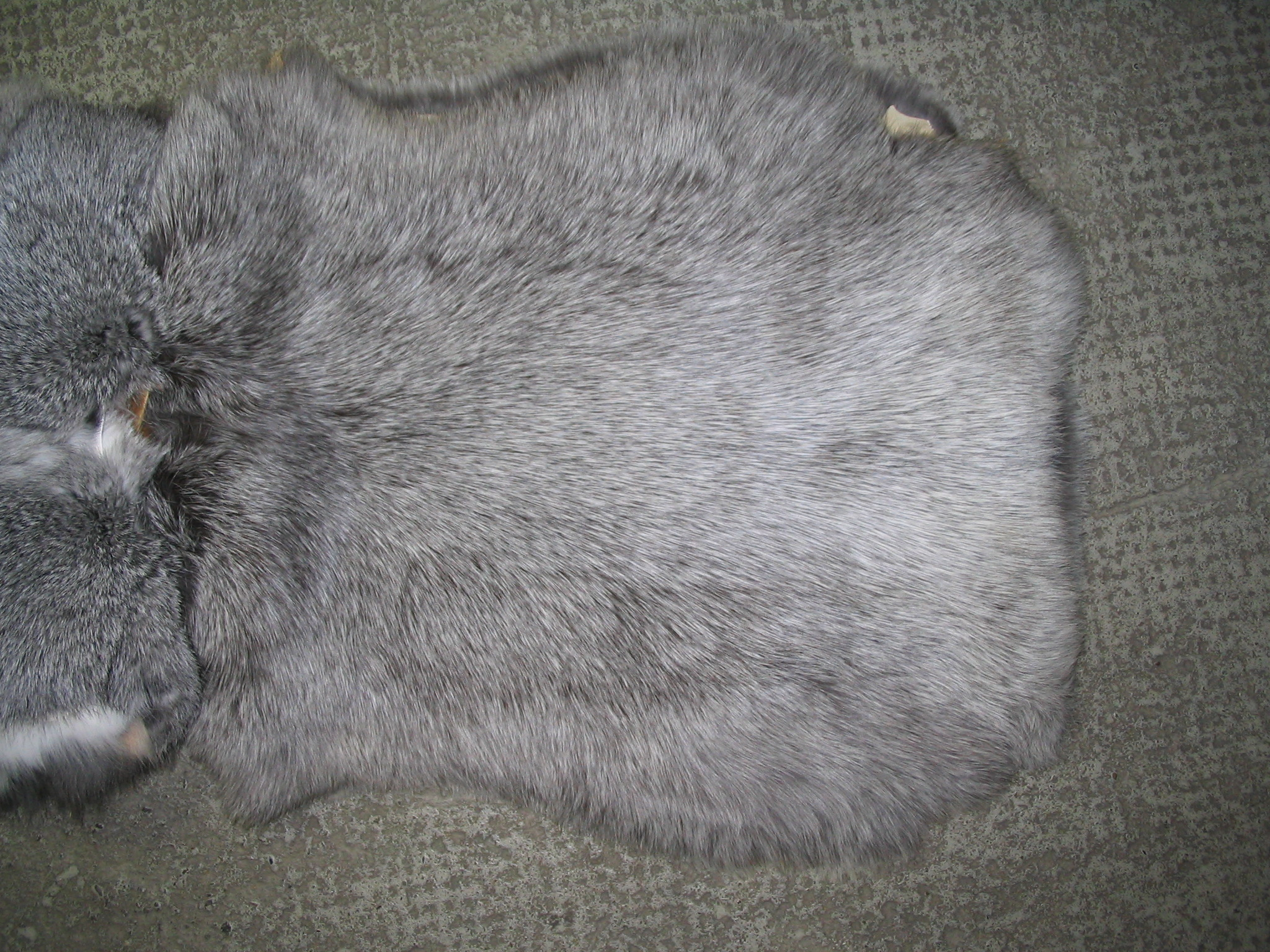
El conejo Plateado de Champaña debe su popularidad a su piel desde hace mucho tiempo

Además, la raza estaba estrechamente relacionada al mercado de pieles con pelaje. Por esta razón, hacia 1870, la caída de los precios debido a una sobreproducción incesante provocó una disminución del número de ganaderos, antes de que se iniciara un nuevo auge en 1895 y a principios del siglo XX. La raza fue reconocida oficialmente en Francia en 1900.
La ganadería decayó bruscamente en la segunda mitad del siglo XX, perjudicada por los modos de producción intensiva que se desarrollaron ampliamente. Los conejos Plateados de Champaña no son aptos para este tipo de producción, ya que sus patas no son suficientemente resistentes a su peso, lo que los expone a diversas dolencias si se les mantiene enjaulados. Sin embargo, sus numerosas cualidades han llevado a los productores de híbridos a utilizarlos en determinados programas genéticos. Se calculan alrededor de 3000 reproductores en 490 ganaderías, lo cual es prometedor para el futuro de la raza.

## Descripción

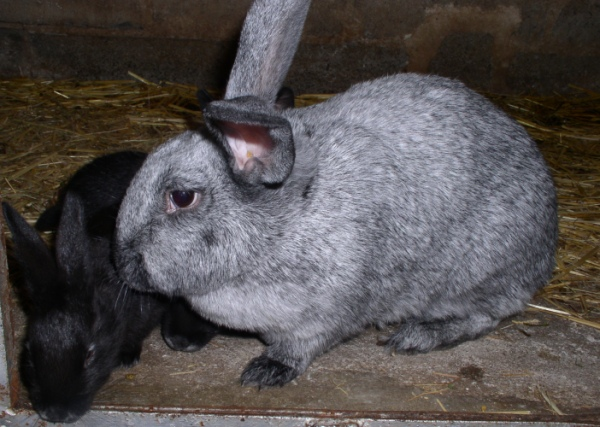
Coneja Plateado de Champaña con su cría que todavía no ha desarrollado la coloración gris

El Plateado de Champaña tiene un cuerpo redondeado que simula un arco. Su cuello es casi imperceptible y sostiene su cabeza cóncava. La cabeza del macho es bastante grande, mientras que la de la hembra es más alargada y fina. Sus orejas son de longitud mediana (12.5 a 15 cm) y en forma de V ligeramente redondeada en las puntas. Sus ojos son marrones y solo la hembra tiene una ligera papada. Sus patas son bastante cortas y robustas.
El color plateado característico de este conejo se debe a la punta decolorada del pelaje. Esta decoloración no es visible durante los primeros meses de vida. Las crías nacen completamente negras y la decoloración aparece progresivamente a partir del tercer o cuarto mes.
Los pelos de tres centímetros de longitud forman un pelaje denso y firme, con un subpelo particularmente espeso. Generalmente, se procura que el color plateado se encuentre de manera homogénea por todo el cuerpo. La base de los pelos es de color azul pizarra uniforme.
El Plateado de Champaña es un conejo de tamaño mediano que pesa generalmente entre 4 y 5.5 kg a la edad adulta. Crece rápidamente por lo que alcanza un peso de entre 2.7 y 3 kg entre los 3 y 4 meses.

### Tabla de puntuación
La escala de puntuación utilizada en concursos es la siguiente:
- Tipo y forma del cuerpo: 20 puntos
- Peso: 10 puntos
- Pelaje: 20 puntos
- Color plateado: 15 puntos
- Homogeneidad: 15 puntos
- Color inferior: 15 puntos
- Condición: 5 puntos

Total: 100 puntos

## Aptitudes
Antiguamente, el Plateado de Champaña se criaba por su pelaje, cuyo color plateado era muy apreciado. Ya no se cría con este propósito y ahora se destina a la producción de carne. Posee buenas aptitudes para ello, con un rendimiento de la carcasa (porcentaje del peso del animal vivo que se convierte en carne utilizable tras el sacrificio) que puede alcanzar el 62 % y una carne de calidad. En la producción de carne, se emplean conejos cuyos pesos varían entre 4 y 5 kg, y que presentan un buen desarrollo muscular en el cuerpo. Para la producción de piel, se utilizan conejos con cuerpo alargado, cabeza robusta y redondeada.
Aunque no tiene el crecimiento de las razas gigantes, lo compensa con una alta tasa de reproducción (en promedio 8 crías por camada, con frecuencia uno muerto al nacer).Los conejos pueden reproducirse a partir de los siete u ocho meses. Es una raza dócil, que también puede criarse como animal de compañía.

## Selección

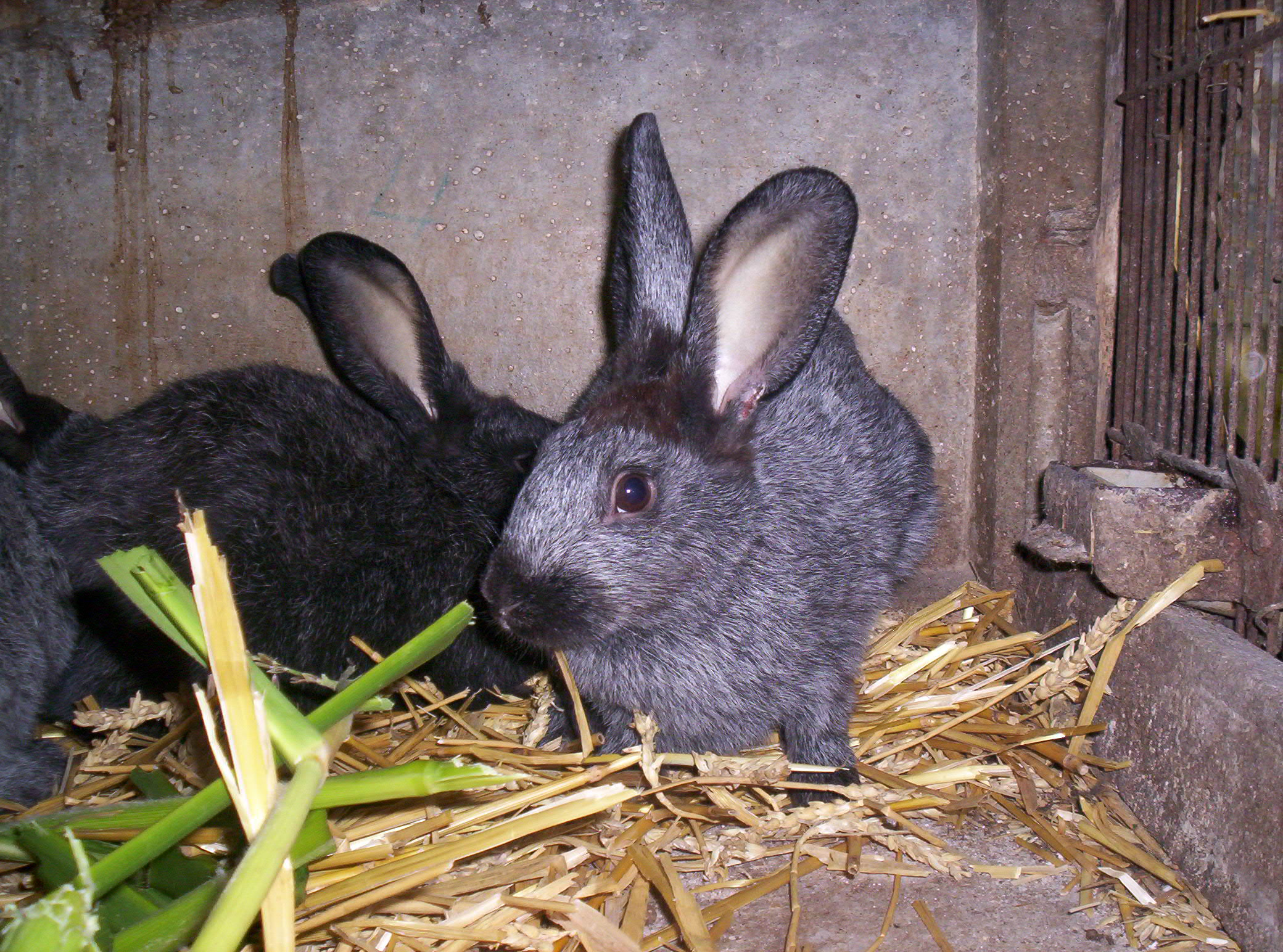
Conejos Plateados de Champaña jóvenes

El Plateado de Champaña ha sido parte de una selección bastante rigurosa desde sus inicios, especialmente con relación a su color. A finales del siglo XIX, mediante la selección se buscaba obtener ejemplares con un color plateado homogeneidad y sin manchas, un defecto común en esa época. El objetivo era obtener pieles que se acercaran lo más posible a las demandas de los curtidores y venderlas a buen precio.
Se consideran como defectos en el Plateado de Champaña un peso insuficiente o excesivo, una conformación general poco elegante, manchas en el pelaje y extremidades irregulares.
Los embriones y el semen del Plateado de Champaña se conservan congelados, como parte de un programa de conservación llevado a cabo por el INRA y la Federación Francesa de Cunicultura en el marco del proyecto de conservación de recursos genéticos RESGEN.

## Distribución
La raza es originaria de Champaña y su presencia se mantiene en la región. Se desarrolló mucho en los alrededores de la ciudad de Troyes, en donde se estableció un comercio próspero con las pieles de estos conejos. La raza se extendió un poco por toda Francia, aunque es más común en la parte oriental del país.
La raza también es valorada fuera de Francia. Alemania ha importado desde principios del siglo XX conejos Plateados de Champaña, que forman una población conocida como «Gran Plateado Claro», más robusta y más clara que su homóloga francesa, y que es una cría de importancia internacional. Suiza también posee criaderos de Plateado de Champaña, al igual que Bélgica, donde se le ha dado el nombre de «Plateado Belga», aunque sigue siendo muy similar a la raza francesa.
En menores proporciones, se encuentran plateados de Champaña en Inglaterra y Estados Unidos. El Plateado de Champaña se importó de Francia a Inglaterra y a Estados Unidos a mediados de la década de 1920 por Oscar F. Schultz de Connecticut, Lewis SJ Griffin de Colorado y otros criadores de Nueva York.